# Bobby Unser

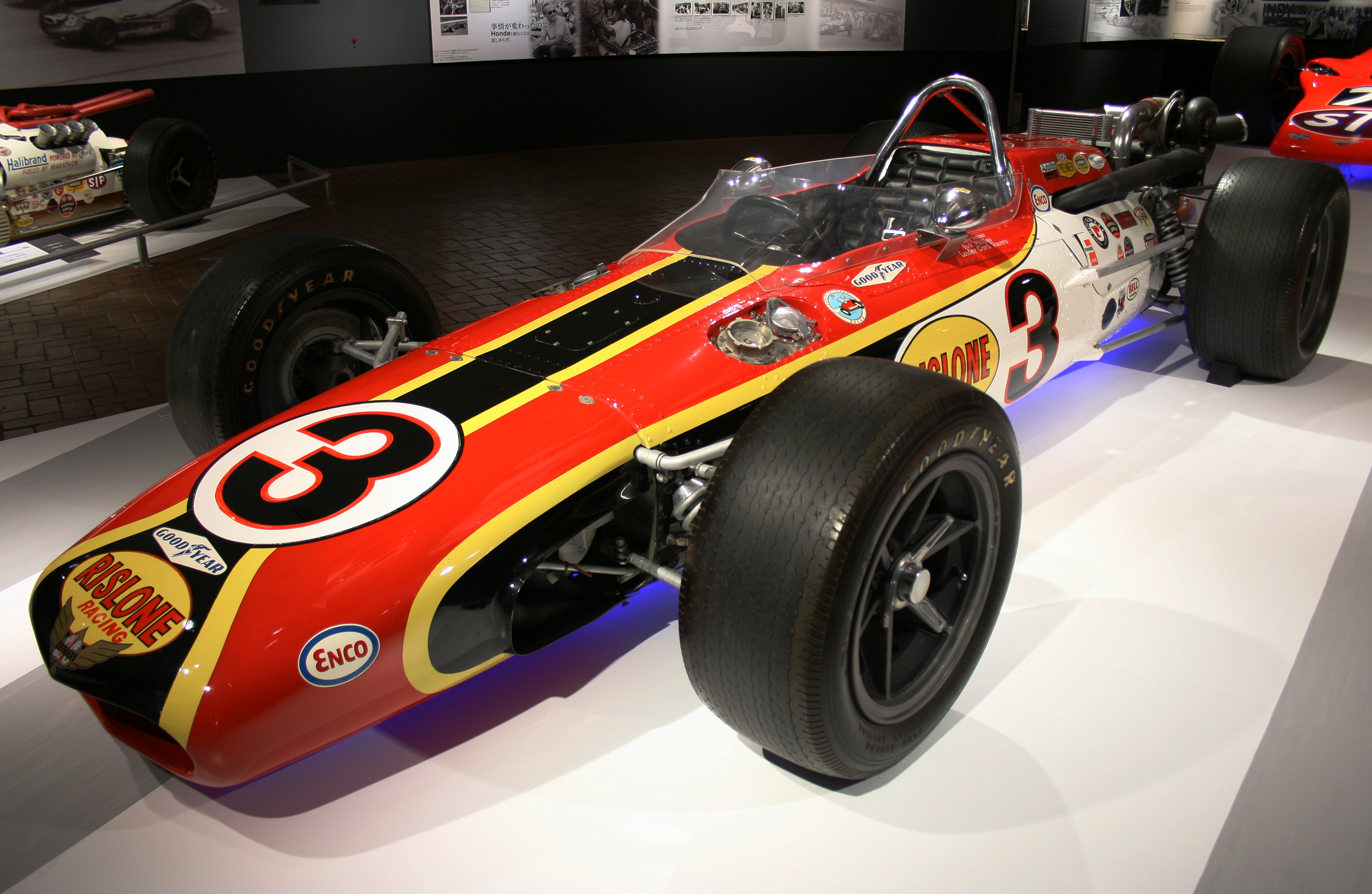
Automobilul folosit de Bobby Unser când a câștigat Indianapolis 500 în 1968

Bobby Unser (n. 20 februarie 1934, Colorado Springs, Colorado, SUA – d. 2 mai 2021, Albuquerque, New Mexico, SUA) a fost un pilot american de curse auto, care a evoluat în Campionatul Mondial de Formula 1 în sezonul 1968.
Este fratele lui Al Unser și Jerry Unser, tatăl lui Robby Unser și unchiul lui Al Unser, Jr. și Johnny Unser.
Este unul din cei numai trei piloți care au câștigat Indianapolis 500 de trei ori, și unul din cei numai doi piloți care au câștigat aceeași cursă în trei decenii diferite (1968, 1975, 1981).

## Premii și distincții
- a fost acceptat în International Motorsports Hall of Fame în 1990.
- a fost acceptat în National Sprint Car Hall of Fame în 1997.
- a fost acceptat în Motorspsorts Hall of Fame of America în 1994.